# Dazhou
Dazhou (达州 ; pinyin : Dázhōu) est une ville du nord-est de la province du Sichuan en Chine.
L'histoire de Dazhou remonte à la dynastie des Han de l'Est lorsque, en l'an 90, elle fut transformée en comté sous le nom de Liweizhou (历 为 州). Puis, jusqu'à la dynastie Liao, son nom était Zaidi (在 地). Pendant les dynasties de Liao et de Tang son nom a encore été changé, cette fois en Tongzhou (</s>). Enfin, sous la dynastie Song, on lui donna son nom actuel de Dazhou.
Parmi les personnalités remarquables de Dazhou figurent Chen Shou, écrivain des Trois Royaumes, Zhang Sixun, astronome de la dynastie des Song, et Tang Zhen, philosophe et éducateur de la dynastie Ming et Qing. Dazhou a également apporté des contributions notables à la révolution communiste. Les héros de l'Armée rouge tels que Xu Xiangqian, Li Xiannian, Xu Shiyou, Wang Weizhou (王维 舟) et Zhang Aiping venaient tous de Dazhou ou y vivaient.

## Subdivisions administratives
La ville-préfecture de Dazhou exerce sa juridiction sur sept subdivisions - deux districts (qui forment la métropole de la ville préfecture Dazhou), une ville-district et quatre xian :
- le district de Tongchuan - 通川区 Tōngchuān Qū, 478 226 habitants en 2010;
- le district de Dachuan - 达川区 Dáchuān Qū ; 1 111 159 habitants en 2010;
- la ville de Wanyuan - 万源市 Wànyuán Shì ; 407 594 habitants en 2010;
- le xian de Xuanhan - 宣汉县 Xuānhàn Xiàn ; 1 006 826 habitants en 2010;
- le xian de Kaijiang - 开江县 Kāijiāng Xiàn ; 430 877 habitants en 2010;
- le xian de Dazhu - 大竹县 Dàzhú Xiàn ; 876 884 habitants en 2010;
- le xian de Qu - 渠县 Qú Xiàn. 1 156 481 habitants en 2010;